# István Szendeffy
István Pál Szendeffy (* 29. November 1899 in Budapest; † 21. August 1985 ebenda) war ein ungarischer Ruderer.

## Sport
István Szendeffy ruderte für den Pannónia Evezős Egylet. Zwischen 1921 und 1924 wurde er sechsfacher ungarischer Meister. Mit dem ungarischen Achter gewann er bei den Europameisterschaften 1921 Silber und 1922 Bronze. Darüber hinaus nahm er an den Olympischen Sommerspielen 1924 teil. Mit Lajos Wick, Sándor Hautzinger, Zoltán Török und Steuermann Károly Koch bildete Szendeffy das ungarische Boot in der Vierer mit Steuermann-Regatta. Da das Boot der Ungarn beim Transport nach Paris beschädigt wurde, schieden sie im Hoffnungslauf vorzeitig aus.
Szendeffy studierte an der Technischen und Wirtschaftswissenschaftlichen Universität Budapest. Nach seiner Zeit als Ruderer war er als Kommunalbeamter in Budapest tätig. Er arbeitete zunächst für den Rechnungshof und dann für den Zoo Budapest, zunächst als Kasseninspektor und stellvertretender Direktor. Außerdem verfasste er den Roman A szerelem naplója (deutsch Tagebuch der Liebe) in Tagebuchform, der das Ende des Zweiten Weltkriegs und die unmittelbare Zeit danach behandelte.